# Eleorchis
Eleorchis is een monotypisch geslacht (met slechts één soort) orchideeën uit de onderfamilie Epidendroideae.
Eleorchis japonica is een terrestrische orchidee uit gematigde streken van Japan.

## Taxonomie
Eleorchis wordt volgens de meest recente classificatie, op basis van DNA-onderzoek door van den Berg et al. in 2005 tot de tribus Arethuseae, subtribus Arethusinae gerekend.
Het geslacht is monotypisch (omvat slechts één soort):
- Eleorchis japonica (A.Gray) Maek. (1935)